# Tăng vốn
Tăng vốn là một lợi nhuận là kết quả của sự sắp xếp của tài sản vốn, chẳng hạn như cổ phiếu, trái phiếu hay bất động sản, mà số tiền thực nhận trong việc xử lý vượt quá giá bán. Việc tăng vốn này là sự khác biệt giữa giá bán cao hơn và giá mua thấp hơn.  Ngược lại, giảm vốn arises if the proceeds from the sale of a capital asset are less than the purchase price.
Các tăng vốn có thể xem là "thu nhập đầu tư" tăng lên liên quan với các tài sản thực, như bất động sản; tài sản tài chính, như cổ phần/cổ phiếu hay trái phiếu; và các tài sản vô hình như tín nhiệm.

## Thuế tăng vốn
Một số quốc gia impose thuế tăng vốn của các cá nhân hay công ty.

### Exemptions and opinions on exemptions
Tax relief or exemptions may be available for capital gains in relation to holdings in certain assets such as significant common stock holdings. Some reasons given by politicians for such exemptions are to provide incentives for entrepreneurship, to compensate for the effects of inflation, or to avoid "double taxation".

## Tăng vốn trong kế toán thu nhập quốc dân
Tăng vốn hoặc giảm vốn thì không được tính trong kế toán thu nhập quốc gia vì chúng chỉ liên quan đến chuyển giao quyền mua cổ phiếu và tài sản và do đó không tương ứng với bất kỳ hoạt động sản xuất mới nào.